# 친구 (1972년 영화)
"친구"는 한국에서 제작된 윤정수 감독의 1972년 영화이다. 남진 등이 주연으로 출연하였고 한진섭 등이 제작에 참여하였다.

## 출연

### 주연
- 남진
- 나훈아